# Ryōichi Kurisawa
Ryōichi Kurisawa (栗澤 僚一 Kurisawa Ryōichi?, nacido el 5 de septiembre de 1982 en Chiba) es un exfutbolista japonés que se desempeñaba como centrocampista.

## Trayectoria

### Clubes
| Club           | País  | Año         |
| -------------- | ----- | ----------- |
| FC Tokyo       | Japón | 2004 - 2008 |
| Kashiwa Reysol | Japón | 2008 - 2018 |

## Estadística de carrera

### J. League
| Club           | Año   | J. League | J. League | Copa J. League | Copa J. League | Total | Total |
| Club           | Año   | Part.     | Goles     | Part.          | Goles          | Part. | Goles |
| -------------- | ----- | --------- | --------- | -------------- | -------------- | ----- | ----- |
| FC Tokyo       | 2004  | 6         | 0         | 3              | 1              | 9     | 1     |
| FC Tokyo       | 2005  | 34        | 3         | 5              | 1              | 39    | 4     |
| FC Tokyo       | 2006  | 13        | 1         | 2              | 0              | 15    | 1     |
| FC Tokyo       | 2007  | 22        | 0         | 5              | 0              | 27    | 0     |
| FC Tokyo       | 2008  | 4         | 0         | 3              | 0              | 7     | 0     |
| Kashiwa Reysol | 2008  | 11        | 1         | 0              | 0              | 11    | 1     |
| Kashiwa Reysol | 2009  | 32        | 0         | 4              | 0              | 36    | 0     |
| Kashiwa Reysol | 2010  | 31        | 0         | -              | -              | 31    | 0     |
| Kashiwa Reysol | 2011  | 31        | 0         | 2              | 0              | 33    | 0     |
| Kashiwa Reysol | 2012  | 26        | 0         | 3              | 0              | 29    | 0     |
| Kashiwa Reysol | 2013  | 26        | 0         | 5              | 0              | 31    | 0     |
| Kashiwa Reysol | 2014  | 14        | 0         | 5              | 0              | 19    | 0     |
| Kashiwa Reysol | 2015  | 19        | 0         | 1              | 0              | 20    | 0     |
| Kashiwa Reysol | 2016  | 18        | 1         | 2              | 0              | 20    | 1     |
| Kashiwa Reysol | 2017  | 7         | 0         | 6              | 0              | 13    | 0     |
| Total          | Total | 294       | 6         | 46             | 2              | 340   | 8     |